# Unified Process

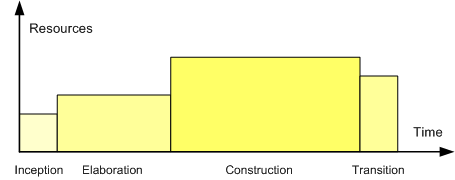
Unified Process の4つの工程の相対的サイズを表した典型的プロジェクトのプロフィール

Unified Software Development Process もしくはUnified Processは、一般的な反復型ソフトウェア開発工程フレームワークである. もっともよく知られていて、広範囲にドキュメント化された洗練されたUnified Process はラショナル統一プロセス (RUP)である。
Unified Processは単なるプロセスではなく、むしろ特定の組織やプロジェクト向けにカスタマイズするべき拡張可能はフレームワークである。
「ラショナル統一プロセス」は、同様にカスタマイズ可能なフレームワークである。